# Commutateur (théorie des groupes)
Pour les articles homonymes, voir Commutateur, en particulier Commutateur (opérateur).
En théorie des groupes (mathématiques), le commutateur d'un couple (x,y) d'éléments d'un groupe G est, chez la plupart des auteurs, défini par
Certains auteurs prennent pour définition
Quelle que soit la définition adoptée, il est clair que x et y commutent si et seulement si [x, y] = 1.
Si A et B sont deux sous-groupes de G, on désigne par [A, B] le sous-groupe de G engendré par les commutateurs [a, b], a parcourant A et b parcourant B. Puisque les inverses des éléments de A sont exactement les éléments de A et que les inverses des éléments de B sont exactement les éléments de B, [A, B] ne dépend pas de la définition choisie pour les commutateurs.
Quelle que soit la définition choisie pour les commutateurs, [b, a] est l'inverse de [a,b], donc si A et B sont deux sous-groupes de G, [A, B] = [B, A].
Le sous-groupe [G, G] de G, autrement dit le sous-groupe de G engendré par les commutateurs d'éléments de G, est le groupe dérivé de G.

## Quelques faits
Dans ce qui suit, on adoptera la définition
et, pour tous éléments x, y d'un groupe G, on notera
Donc {\displaystyle \ x^{y}} est un conjugué de x et on a toujours
- Si A et B sont deux sous-groupes de G, alors [A, B] = 1 si et seulement si tout élément de A commute avec tout élément de B.
- Si f est un homomorphisme d'un groupe G dans un groupe,{\displaystyle f([x,y])=[f(x),f(y)]}et{\displaystyle f([A,B])=[f(A),f(B)]}pour tous éléments x, y et tous sous-groupes A, B de G.
- En appliquant ceci à l'automorphisme intérieur {\displaystyle t\mapsto t^{z}} de G, on obtient{\displaystyle \ [x,y]^{z}=[x^{z},y^{z}]}et{\displaystyle \ [A,B]^{z}=[A^{z},B^{z}]}pour tous éléments x, y et z et tous sous-groupes A, B de G. Il en résulte que si A et B sont deux sous-groupes distingués de G, [A, B] est lui aussi un sous-groupe distingué de G.
- Le même argument, appliqué à un automorphisme quelconque (non forcément intérieur) de G montre que si A et B sont des sous-groupes caractéristiques de G, alors [A, B] est lui aussi un sous-groupe caractéristique de G.
- Soient A et B deux sous-groupes de G. Pour que [A, B] soit contenu dans B, il faut et il suffit que A normalise B (c'est-à-dire soit contenu dans le normalisateur de B).
- Donc, si A et B se normalisent mutuellement (et en particulier s'ils sont tous deux distingués dans G), [A, B] est contenu dans {\displaystyle A\cap B}.
- En particulier, si A et B sont deux sous-groupes de G qui se normalisent mutuellement et dont l'intersection se réduit à l'élément neutre, alors tout élément de A commute avec tout élément de B[3].
- On vérifie par calcul que{\displaystyle \ [xy,z]=[x,z]^{y}[y,z]}et (par calcul ou par passage aux inverses dans la formule précédente, en notant que l'inverse de [a, b] est [b, a]){\displaystyle \ [z,xy]=[z,y][z,x]^{y}}
- La propriété précédente donne {\displaystyle \ [x,z]^{y}=[xy,z][y,z]^{-1},} ce qui permet de prouver que si A et B sont deux sous-groupes de G, alors A et B normalisent tous deux [A, B], ce qui revient à dire que [A, B] est sous-groupe normal du sous-groupe <A, B> de G engendré par A et B[4].
- Soient H, K et L des sous-groupes normaux d'un groupe G. De la propriété {\displaystyle \ [xy,z]=[x,z]^{y}[y,z]} et du fait que [H, L] est normal dans G, on tire[5] [HK, L] = [H, L] [K, L], ce qui peut encore s'écrire [L, HK] = [L, H] [L,K].
- Identité de Hall-Witt[6] :{\displaystyle \ [\ [x,y^{-1}],z]^{y}\ \ [\ [y,z^{-1}],x]^{z}\ \ [\ [z,x^{-1}],y]^{x}=1.}Cela se vérifie par un calcul mécanique. On peut abréger les calculs en notant que le premier facteur de l'identité peut s'écrire

{\displaystyle \ [\ [x,y^{-1}],z]^{y}\ =T(x,z,y)^{-1}T(y,x,z),}où on pose:{\displaystyle \ T(a,b,c)=aba^{-1}ca.}Des expressions analogues des deux autres facteurs de l'identité de Hall-Witt s'obtiennent à partir de celle-ci par une permutation circulaire des variables et quand on multiplie les trois résultats membre à membre, chaque facteur T() est détruit par le facteur T()-1 qui suit.
- Autre forme de l'identité de Hall-Witt. Dans l'identité de Hall-Witt ci-dessus, le premier facteur peut s'écrire:{\displaystyle \ [\ [x,y^{-1}],z]^{y}\ =[\ [y,x],z^{y}],}et par permutation circulaire des variables, on obtient des expressions analogues pour les deux autres facteurs. En faisant les remplacements dans l'identité de Hall-Witt puis en passant aux inverses en tenant compte que l'inverse de [a, b] est [b, a], et enfin en échangeant x et y, on trouve cette formule[8] équivalente à l'identité de Hall-Wit :{\displaystyle \ [x^{y},[y,z]\ ]\ [y^{z},[z,x]\ ]\ [z^{x},[x,y]\ ]=1.}
- Si H, K et L sont des sous-groupes de G, le sous-groupe [ [H, K], L] de G n'est pas forcément engendré par les commutateurs [ [h,k], l] avec h dans H, k dans K et l dans L[9].
- En revanche, si chacun de ces commutateurs [ [h,k], l] est égal à 1, alors [ [H, K], L] = 1. (En effet, chaque commutateur [h, k] avec h dans H et k dans K appartient alors au centralisateur de L, donc le sous-groupe [H, K] de G engendré par ces commutateurs est contenu dans le centralisateur de L.)
- Lemme des trois sous-groupes (forme particulière)
Si H, K et L sont des sous-groupes de G, si [ [H,K], L] = 1 et [ [K, L], H] = 1, alors [ [L, H], K] = 1.
Cela se déduit de l'identité de Hall-Witt et de la remarque précédente[10].
- Lemme des trois sous-groupes[11] (forme générale)
Si H, K et L sont des sous-groupes de G, si N est un sous-groupe distingué de G, si {\displaystyle [[H,K],L]\leq N} et {\displaystyle [[K,L],H]\leq N}, alors {\displaystyle [[L,H],K]\leq N}.

On déduit cette forme générale de la forme particulière en passant (dans les hypothèses de la présente forme générale) aux images par l'homomorphisme canonique de G sur G/N et en se rappelant que, comme noté plus haut, f([A,B]) = [f(A), f(B)] pour tous sous-groupes A, B de G et pour tout homomorphisme f partant de G.
- Corollaire du lemme des trois sous-groupes[12].
Si H, K et L sont des sous-groupes distingués de G, alors{\displaystyle \ [\ [L,H],K]\leq [\ [H,K],L]\ [\ [K,L],H].}En effet, {\displaystyle \ [\ [H,K],L]\ [\ [K,L],H]} est alors un sous-groupe distingué de G et on obtient facilement l'énoncé en posant {\displaystyle \ N=[\ [H,K],L]\ [\ [K,L],H]} dans la forme générale du lemme des trois sous-groupes.
- Ce corollaire du lemme des trois sous-groupes permet de démontrer certaines propriétés de la suite centrale descendante d'un groupe.

## Exemple
Dans le groupe du cube de Rubik, un commutateur échange deux cubes par exemple. Si maintenant on veut échanger deux cubes à un autre endroit, on prendra le conjugué d'un tel commutateur. Par exemple, les cubeurs connaissent bien l'algorithme FRUR'U'F' = [R,U]F. 